# Strawberry Point
Strawberry Point is een plaats (city) in de Amerikaanse staat Iowa, en valt bestuurlijk gezien onder Clayton County.

## Demografie
Bij de volkstelling in 2000 werd het aantal inwoners vastgesteld op 1386. In 2006 is het aantal inwoners door het United States Census Bureau geschat op 1262, een daling van 124 (-8,9%).

## Geografie
Volgens het United States Census Bureau beslaat de plaats een oppervlakte van 5,3 km², geheel bestaande uit land.

## Plaatsen in de nabije omgeving
De onderstaande figuur toont nabijgelegen plaatsen in een straal van 16 km rond Strawberry Point.